# قبالة (يهودية)

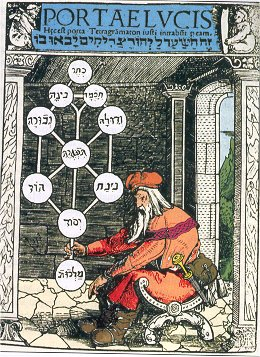
مخطوطة يهودية من العصور الوسطى لشجرة الحياة.

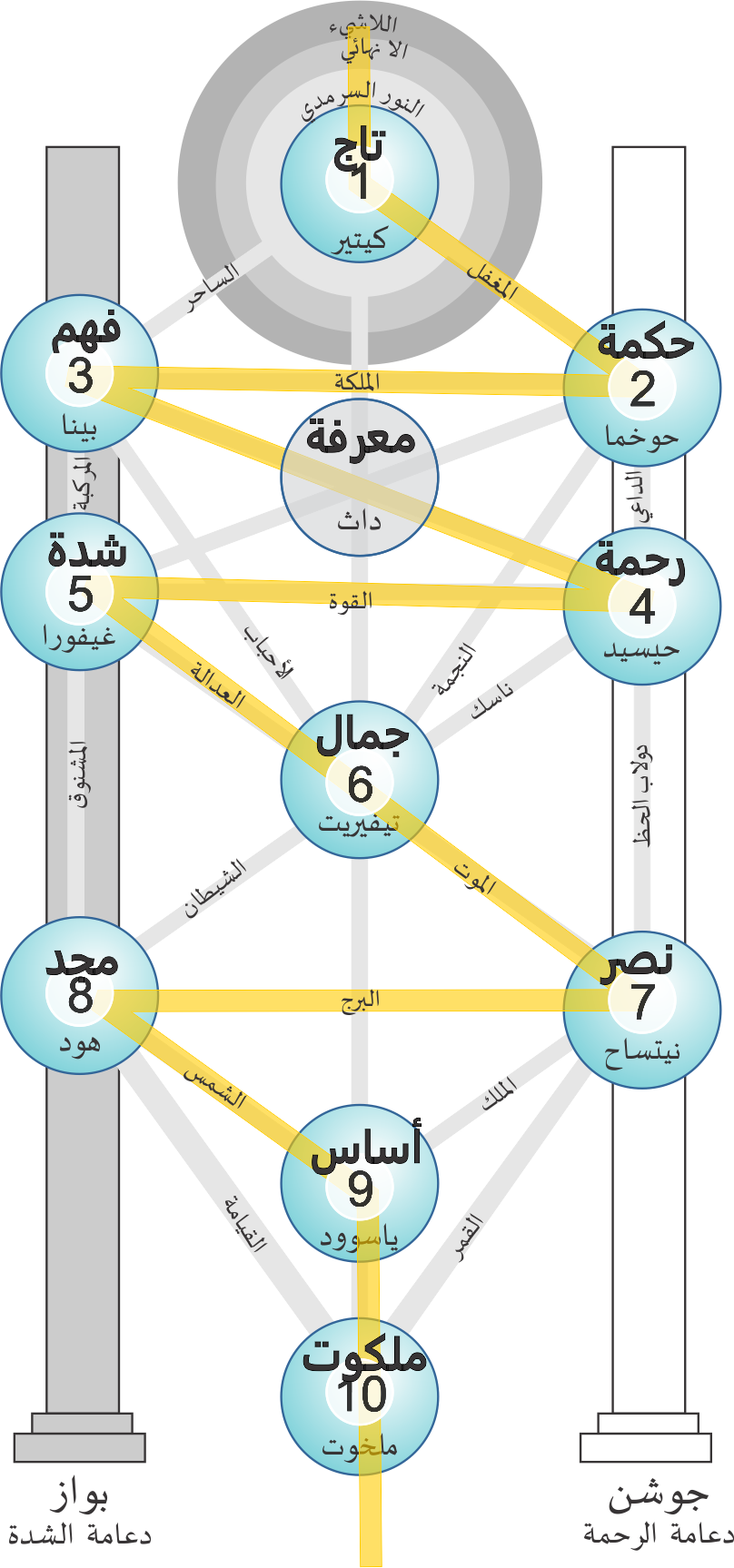
شجرة القبالة.

القَبَالة أو القبلانية أو القَبَلة (بالعبرية كابالا קַבָּלָה) هي معتقدات وشروحات روحانية فلسفية تفسر الحياة والكون والربانيات. بدأت عند اليهود وبقيت حكراً عليهم لقرون طويلة حتى أتى فلاسفة غربيون وطبقوا مبادئها على الثقافة الغربية في ما يسمى العصر الجديد (new age). بشكل عام، هي فلسفة تفسر العلاقة بين الله اللامتغير والأبدي والسرمدي، ويرمز له بعين سوف (بالعبرية אין סוף)، وبين الكون المتهالك والمحدود، أي مخلوقات الله. لا تعتبر القبالة كدين إذ أنها فلسفة تفسر الباطنية في الدين كما أن طقوسها لا تنفي القيام بالطقوس الدينية لكن معتنقيها يعتقدون أن الإرشادات والطقوس الواردة في القبالة تساعد الشخص على تطوير نفسه ليفهم بواطن الدين، وبخاصة بواطن التوراة والتقاليد اليهودية.
يعتقد أتباعها أن تعاليم القبالة أقدم من التاريخ الذي نعلمه وهي سابقة لكل الأديان والطرق الروحية التي نعرفها وهي تشكل المخطط الأساسي لكل الإبداعات الإنسانية من الفلسفة والدين والعلوم والفنون والأنظمة السياسية.
انبثقت القبالة كشكل بدائي للباطنية اليهودية في القرن الثاني عشر في إسبانيا وجنوب فرنسا ثم أعيد تشكيلها بعهد النهضة اليهودية في القرن السادس عشر في فلسطين العثمانية. ثم تطورت في القرن العشرين فيما يسمى بالتجديد اليهودي وانتشرت في أوساط روحانية غير يهودية كما تلقت الاهتمام من الدوائر الأكاديمية.

## التسمية
استعملت كلمة «قبالة» العبرية بمعان مختلفة خلال فترة التاريخ اليهودي. تعود كلمة قبالة، أو كبالا، إلى الكلمة العبرية «قِبِلْ» والتي تعني «استلام»، أو «استقبال» أو «تلقي». بشكل عام، تدل على القوانين الدينية والروحانية التي استلمها الانبياء والكهنة اليهود على مر التاريخ. وللمفارقة، «قبالة» في اللغة العربية تعني «وثيقة يلتزم بها الإنسان لأداء عمل أو دين أو غير ذلك. أو عمل يلتزمه الإنسان.» وقد يبدو أن الكلمتين العربية والعبرية لهما نفس المعنى لمشاركتهما نفس الجذور (قبل) في ما يسمى اللغات السامية. لهذا، من المستحسن تعريب المصطلح بالـ«قبالة» بدلا من الـ«كبالا». كما أن هناك من عرّب الكلمة إلى «الكوبالة» أو «الكبّالة» أو «القوبالة».

### تاريخ استعمال المصطلح
أول استعمال لجذر «قبل» كان في التوراة اذ وردت خمس عشر مرة. وردت مرتين في سفر الخروج للدلالة على البساط الذي كان يغطي «تابوت العهد». الا انها اخذت دلالات أخرى في اجزاء مختلفة من التوراة مثل «مراسلة» في التوراة و«معارضة» في الانبياء و«استقبال أو استلام» في الكتابات.
وخارج التوراة، كانت في البدء تستعمل للدلالة على القانون الشفهي، أي التلمود، الذي «استلمه» اليهود بعد تدمير الثاني للمعبد في القرن الأول الميلادي. وانتشرت بين اعوام 150م وحتى 600م. منذ القرن الثاني عشر الميلادي، اخذت الكلمة معناها المتداول اليوم والذي تدل على التعاليم الروحية والباطنية التي استلمها الملهمون اليهود بعد ذلك ليؤلفوا «القبالة» (بالعبرية קַבָּלָה) لتعني الباطنية الروحانية اليهودية.

## نظرة عامة
بحسب كتاب الزوهار، الكتاب الاساسي عند القباليين، يجب دراسة التوراة بحسب اربع مستويات في التعليل:
- مستوي الـ«بشاط» (بالعبرية  פשט أي البسيط) وهو التأويل للمعنى المباشر للكلمة.
- مستوى الـ«رمِز» (بالعبرية  רמז أي الترميز) أي فهم رمزية النص بفهم التلميحات والاشارات.
- مستوى ال«دراش» (بالعبرية  דרש أي البحث أو الدراسة) أي فهم المعنى المدراشي للكلمات عن طريق المقارنة والمقابلة مع الكلمات الموازية الواردة في التوراة.
- مستوى الـ«صود» (بالعبرية  סוד أي الاسرار والالغاز) اى استباط المعاني الباطنية والماورائية بحسب القبالة.

قبل القبالة، اعتمد اليهود المذهب المركبي في تفسير بواطن التوراة والعلاقة مع السماء بحسب قصة مركبة حزقيال لمدة تسعة قرون بعد تدمير الهيكل. يفرق باحثوا الباطنية اليهودية الاكاديميون المعاصرون بين مذهبي «القبالة» ومذهب المركبة الاقدم. كما يعتبروا وجود مذهبين مترابطين في القبالة نفسها. الأول هو القبالة النظرية، فيما يسمونه الثيوسوفية (حكمة اللاهوت) والذي يستند إلى مجموع النصوص التي وجدت في العصور الوسطى والتي تشمل النظرية القبالية وكتابات الزوهار من القرون الوسطى واللوريانية. بينما الثاني هو القبالة التطبيقية التي تعتمد التأمل من اجل تحقيق السعادة المطلقة. وهناك من يشمل مذهب تطبيقي ثالث، مع انه مرفوض من قبل الكثير من الاكاديميين، وهو يركز على التطبيقات السحرية للمذهب الثاني. ويمكن التفريق بين هذه المذاهب الثلاثة بملاحظة تعريفهم وفهمهم لالله:
- فالقبالة النظرية تتجه للتعريف بالله وشرح ماهيته.[14]
- بينما تتجه القبالة التطبيقية للوصول إلى الله والاتحاد به.
- اما القبالة السحرواتية فتتجه لاحداث تغييرات في ملكوت الله الروحانية والمادية.

بحسب المفاهيم التقليدية للقبالة، فإن المعرفة القبالية يتلقاها شفهيا اباء الدين (أي البطاركة) والانبياء والحكماء وهم من يقومون «بحياكتها» في نسيج كتب الدين وفي المجتمع. وعليه، تشمل فكرة القبالة كل ما مورس في الدين اليهودي منذ القرن العاشر ما قبل الميلاد ومارسها أكثر من مليون شخص في زمن إسرائيل القديمة. وتم طمس هذه المعرفة من قبل قادة اليهود ذلك الزمان (السنهدرين) وجعلوها سرية خوفا من اساءة استعمالها بسبب الغزوات الكثيرة التي واجهها بني إسرائيل.

### الفرق بين القبالة اليهودية وغير اليهودية
مع بدء عصر النهضة في أوروبا، اهتم الفلاسفة الأوروبيون بالقبالة اليهودية وترجموا كتبها وقاموا بدراستها. وقام التوفيقيون بين الاديان مثل القباليون المسيحيون والقباليون الهرامسة، كل على حدى، بتطوير مفهومهم عن القبالة باعتبار التوراة هي مصدر شامل وقديم للحكمة. كما دمجوا الافكار القبالية مع مفاهيم الديانات والشعائر الأخرى الغير يهودية. ومع انهيار القبالية المسيحية في عصر التنوير، تحولت القبالية الهرمسية إلى حركة سرية واصبحت نواة حركة التعاليم الباطنية الغربية. واستقطبت هذه القبالة اهتماما كبيرا عند الجماعات التنجيمية الغربية لتناولها مواضيع الخيمياء والسحر والاهيات التي كانت مواضيع محظورة عند اليهود. وبسبب هذا، نجد ان معظم الكتابات حول القبالة كتبها غربيون من خارج الدائرة اليهودية.

### الرمزية في التوراة
يجد القباليون الكثير من الرمزية في التوراة. فطريقة وصف الخلق في سفر التكوين يعطي معان رمزية وعميقة تشرح اسرار الله نفسه وحقيقة ادم وحواء وجنة عدن وشجرة معرفة الخير والشر وشجرة الحياة كما تشرح طريقة تفاعل هذه القوة الفوق طبيعية مع الثعبان الذي يقود إلى التهلكة. كما ان هناك العديد من كتابات التوراة التي تقدم مادة دسمة للاساطير والالغاز مثل رؤية النبي حزقيال لمركبة الله ورؤية اشعيا في المعبد ورؤية يعقوب للسلم إلى السماء ومقابلة النبي موسى لله ومركبته على جبل سيناء.

## تاريخ الباطنية اليهودية

### المنشأ
يعتقد بعض الاكاديميين المعاصرين أن الباطنية اليهودية تطورت عبر فترات مختلفة من تاريخ اليهودية. وكل طريقة باطنية هي نتاج مزج بين الطرق الباطنية السابقة والمعرفة الادراكية للمجتمع المعاصر لكل فترة. وهناك صعوبة كبيرة في حصر تسلسل انتقال المعرفة والمؤثرات التاريخية في كل مرحلة من مراحل تطور الباطنية. فبحسب المفهوم التقليدي، نشاءت القبالة مع ادم من أيام جنة عدن بحسب ما كتب في كتاب ممارسات القبالة فما يسمى بسفر رازئيل الذي أُلف في العصور الوسطى. وهناك من يعتقد بان القبالة كان جزء من التوراة الشفهية التي اخذها النبي موسى من الله على جبل سيناء في القرن الثالث عشر قبل الميلاد. كما اعتقد البعض ان القبالة انتقلت على فترات من أيام العصور القديمة إلى الخاصة من الصدوقيين، أي حكماء اليهودية، عن طريق الوحي والتي حافظ عليها نخبة مختارة. كما ويرى التلموديون ان سفر «حاجيجاه» (Hagigah، سفر قرابين الاعياد) من التلمود يذكر طريق محددة لتدريس هذه الحكمة. كما ذكر الحبر شنور شتيرن ان ظهور بعض الممارسات الباطنية اليهودية، بخاصة التأمل، بداء مع وصول بني إسرائيل إلى ارض كنعان. وهناك من يقول ان الباطنية بداءت في سفر الخروج وفي اخبار مركبة الله المذكورة في سفر حزقيال. فالطريقة البرشيتية اشارت إلى رسالة مرمزة وردت في سفر الخروج تدل على اسرار الخلق والكون. وهي نفسها التي ذكرت في سفر حاجيجا. اما باطنية المركبة اشارت إلى رسائل مرمزة في سفر حزقيال تدل على رؤية مركبة الله. من ناحية أخرى، رفضت العديد من طوائف اليهود الارثوذكس (اليهود التقليديون) فكرة تطور القبالة عبر التاريخ.

### عناصر الباطنية في التوراة
يقراء القباليون اشارات في الفصل الثالث من سفر التكوين عن اسرار حول لله نفسه وطبيعة ادم وحواء وجنات عدن وشجرة معرفة الخير من الشر وعلاقة كل هذه الكيانات الفوق طبيعية مع الثعبان والتي ادت إلى كوارث بسبب تناول الفاكهة المحرمة. وهناك اسرار باطنية أخرى وردت في رؤية المركبة في سفر حزقيال ورؤية السلم إلى الجنة في سفر اشعيا وملاقات موسى على جبل سيناء. كما ان لاسم الله المؤلف من 72 حرفا، والذي يستعمل في الخلوات والتأمل، هو ما تلقاه موسى من الملاك والذي استعمله لشق البحر عند خروجه من مصر مع بني إسرائيل.

### عصر التلمودية

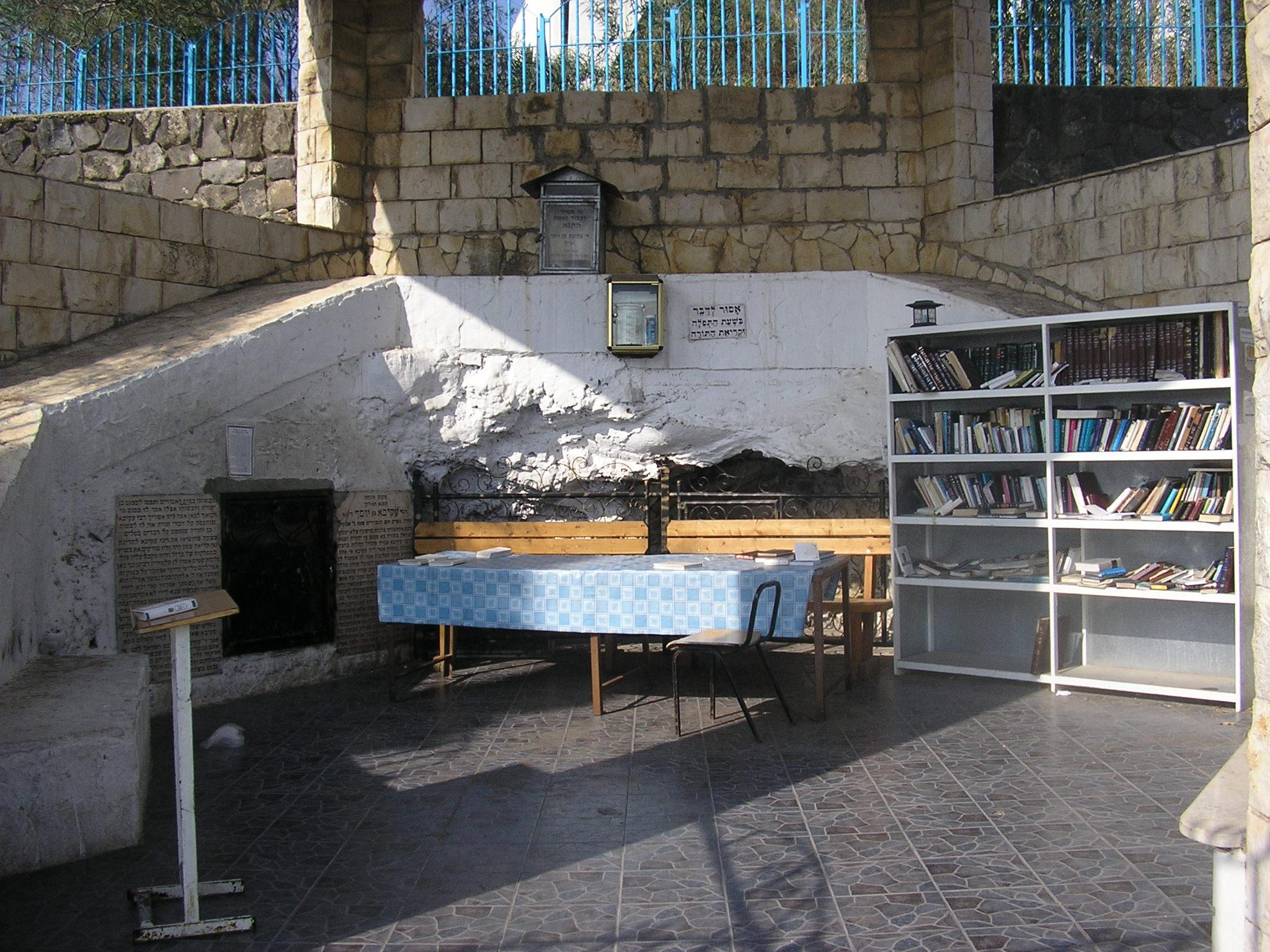
قبر الحبر اكيفا في طبريا. هو واحد من اربع حاخمات زاروا الجنة.

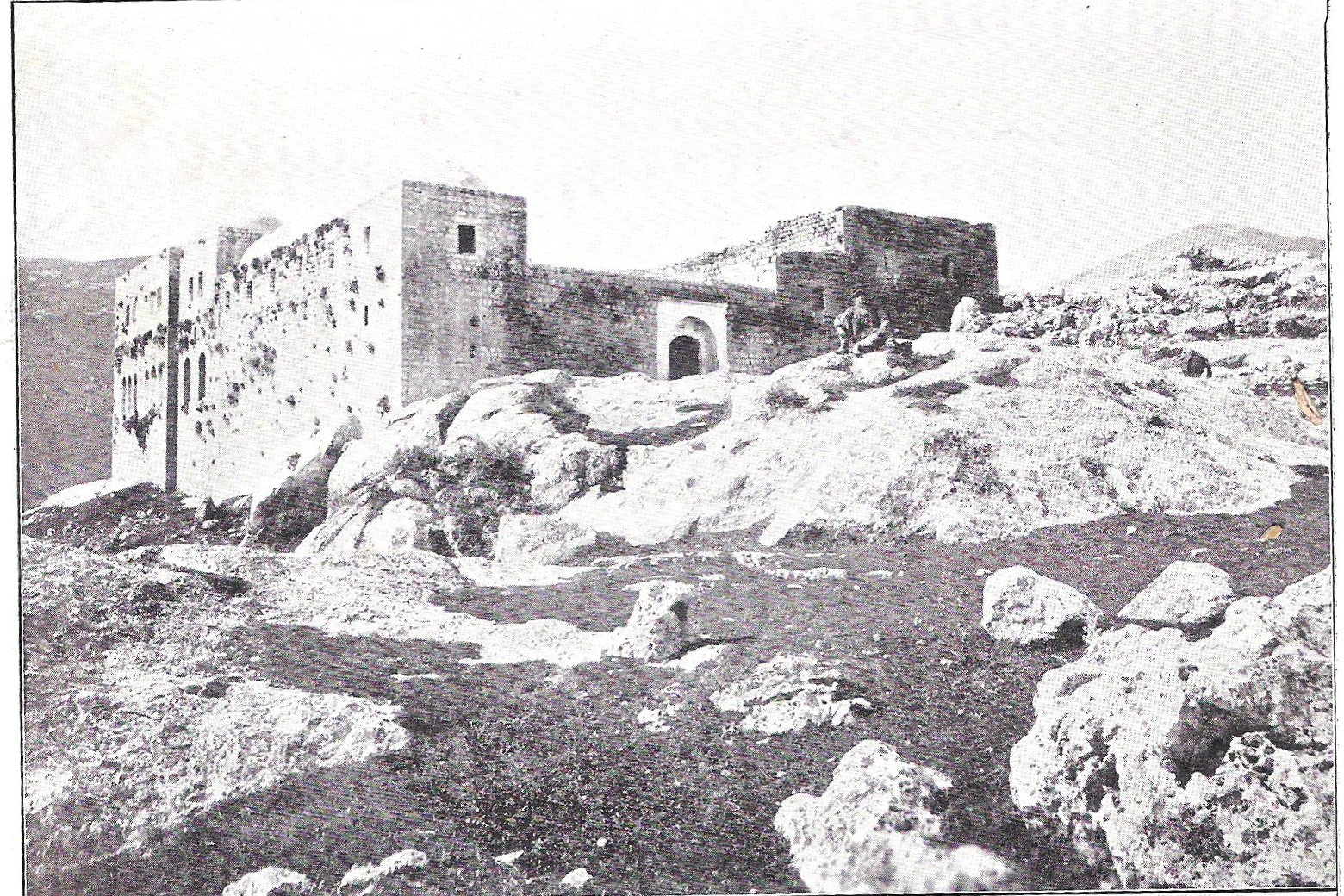
قبر شيمون بن يوشع. هو معلم الباطنية في الرهار الذي هو اساس القبالة.

في عهد الاحبار اليهود التي بدآت في القرن الأول الميلادي، كان الاعتقاد بوجود رسائل مرمزة في التوراة من اسس المدراشية ومنها ظهر مصطلحات الـ«سيتري توراه» (التوراة المستورة) والـ«رازي توراه» (اسرار التوراة) والـ«شوشماه نيستارا» (الحكمة المخفية). حرم المنهج التلمودي تدريس الباطنية للعامة كما حذرت من مخاطره كما فرض تدريس عملية الخلق إلى مريد واحد كل على حدى.

### العقائد السابقة للقبالة
وفي القرن العاشر الميلادي، بدء ظهور المخطوطات القبالية. كان يسمى مبتدئي تعلم القبالة بهابطي الركبة كدلالة على الرحلة الروحانية التي يقومون بها إلى عالم الروحانيات والتي تهدف إلى الوصول إلى الحضرة الاهية. بين القرنين الثامن والحادي عشر الميلادي، وصلت نصوص باطنية المركبة (هيخالوت) وباطنية الخلق (سفير يتزسيرا) إلى يهود أوروبا. وقبل شيوع القبالة، بين 1150م و1250م، كانت حركة «انصار الاشكنازي» (تشاسيدي اشكنازي، تقاة ألمانيا العصور الوسطى) منتشرة بين عائلة كالونيموس المثقفة والتي استوطنت اراضي نهر الراين بين المانيا وفرنسا.

### قبالة العصور الوسطى

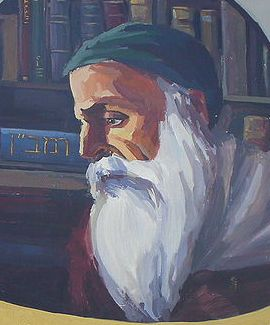
موشه بن نحمان، الحبر من القرن الثالث عشر الذي اعطى زخما لدراسة القبالة من خلال تدويناته حولة التوراة.

ظهر في القرن الثاني عشر الميلادي العديد من الاخوة الباطنية اليهودية في أوروبا التي ابقت على سريتها ولم تخرج للعلن مثل «وسط لين» (Lynn Circle) و«وسط الملاك الفريد» (Unique Cherub Circle). كما كان هناك الحكماء الكبار (ريشونيم، الرؤساء) الذين اشتهروا بعلمهم بالقبالة. منهم موشه بن نحمان (1194م - 1270م) الذي فسر التوراة بناء على المعرفة القبالية؛ وبهيا بن اشر (توفي 1340م) الذي دمج التوراة بالقبالة؛ واسحق الاعمى (1160م - 1235م) وهو يعتبر من أول من كتب كتاب «البهار» (الاشراق) أول نصوص القبالة وكان معلم موشه بن نحمان.
في القرن الثالث عشر، ظهر كتاب «الزوهار» للعامة وعندها، اخذت القبالة ترتبط بتعاليم الزوهار تحديدا بعيدا عن ما كان يعرف به من قبل كشرح لاسرار التوراة. في وقت لاحق، قام الحبر اسحق لوريا اريزال بتفسير القبالة على اسس زوهارية محضة، وهذا ما يعتبره الباحثون كنقطة بداية للقبالة المعروفة اليوم. والجدير ذكره ان بعض مذاهب طائفة الحريديون يعتبروا ان الزوهار يمثل تعاليم التوراة الباطنية وبحسب ما ورد يالتلمود.

### بدايات الحقبة الحديثة: القبالة اللوريانية
تعرض اليهود خلال العصور الوسطى إلى الاضهاد والتشرد من جراء الأعمال المناهضه لليهود وبخاصة طردهم من اسبانيا عام 1492. تدفع هذا الاضطهاد اليهود للبحث عن اشارات لمجيء المشيخ وهو المخلص الذي ذكره التوراة. وفي القرن السادس عشر، أصبح جماعة صفد اليهودية، في الجليل، هي مركز الفكر اليهودي الذي قام بتطوير تفاسير الباطنية والقوانين والطقوس اليهودية. وقامت الجماعة الصفدية، اثر الطرد من اسبانيا، بالتركيز على تفسير القبالة على اسس عودة المخلص (المقابل للمهدوية الاسلامية). وقام الحبر موسى القرطبي بانشاء مدرسة لتدريس الزوهار للعامة بعد ان كان دراسته مقتصرة على النخبة. وكان نتاج عمل الصفدي تأسيس للانظمة المهيأة للقبالة. وفي هذه الفترة، احتفظ مدرس القبالة يوسف كارو (1488م - 1575م، وهو مؤلف كتاب معيار القانون اليهودي) بمذكراته الشخصية حول الباطنية. كما قام موشي الشيش (أي موسى الشيخ) بكتابة ملاحظاته حول التوراة وكذلك كتب الحبر شلومو الكابيتز (سليمان القابص) الكثير من التعليقات والاشعار حول القبالة.
يعتبر الحبر اسحاق لوريا (1534م - 1572م)، وهو من الاحبار الصفديين، من قدم النظرة المخلصية (المهدوية) للقبالة عبر تقديم تفاسير جديدة والتي قدمها مريديه حاييم فيتال وإسرائيل ساروغ الذين قاما بكتابة تعاليم لوريا ونشرها بين العامة. نشر ساروغ القبالة في اروبا بينما كتب فيتال الشريعة القبالية. وضاهت أعمال لوريا على الزوهار ويعتبر هو وموسى الليوني، اعظم المؤثرين على الباطنية اليهودية.

### رفع تحريم دراسة القبالة
رفع الحبر  أبرهام أزولاي  (1570م - 1643م) الحظر على تعليم القبالة، والتي سماه «حكمة الحقيقة» وسمح بتدريسها للعامة. وذلك لانه اعتبر ان جيله هو الجيل الاخير قبل مجيء المخلص وعلى اليهود تهيئة انفسهم بطلب الحكمة.

## مفاهيم القبالة

### الله المستتر والظاهر
اعتبر القباليون ان لله مظهرين: الأول هو المتعالي المستتر السرمدي والذي هو البساطة الالاهية ويسمونه «عين صوف»؛ والثاني هو الظاهر الذي يتصل بالإنسانية وهو خالق الكون ومديره. ويعتبر القباليون استحالة فهم أو استيعاب جزء «عين صوف» ( بالعبرية: אין סוף، ويعني ذاك الذي لا نهاية له) لأنه خارج الإدراك الحسي والعقلي للانسان. اما المظهر الثاني فهو فيض عن الله ويأخذ اشكال يمكن للانسان ان يستوعبه وهو يتفاعل مع الإنسانية عبر الروحانيات والمادية. وهذه الازدواجيه لا تتناقض مع وحدانية الله اذ ان الفيض هو طريقة لاظهار الاسرار المستورة الالهية.
فمثلا، يفسر الزوهار أول كلمات سفر التكوين التي تقول «في البدء خلق الوهيم» (ترجمة حرفية للعبرية التي تقول «بيريشيت بارا الوهيم») بأن «عين صوف» خلق الوهيم وهو فيض من الله والدال على الخلق. وبالتفصيل، يقول الزوهار ما ترجمته حول البدء:
وصفت بنية الفيوض بطرق مختلفة منها الـ«سفيروت» (Sephirot أي الفيوض، أو الصفات الربانية) والـ«بارتزوفيم» (Patzufim، أي الاوجه الربانية) والـ«أوهر» (Ohr، النور الروحاني)، وأسماء الله والتوراة السماوية والـ«أولاموت» (Olamot، عوالم الارواح)، والشجرة الالهية والانسان الرباني الأول، والشجرة الربانية، والعرش والقصور الربانية، والذكر والانثى، وطبقات الحقيقة الملتبَسة، والحيوية المقدسة الداخلة والقشور الخارجية (بالعبرية: كيليبوت)، والقنوات 613، والنفس الربانية في الإنسان.

### الفيوض (السفيروت) والتأنيث الرباني
السفيروت هي الفيوض والصفات العشرة التي لله التي يستخدمها للحفاظ والتحكم على الكون. يوضح الزوهار ونصوص التكوين الأخرى بتفصيل عملية بزوغها من خفائها ومكمنها من الاتحاد الالمتناهي مع عين صوف. قام القرطبي بمنهجتها كضؤ واحد صب في 10 اوعية مخلوقة. واستعملت مجازتين لتوضيح السفيروت: المجازة الاولي هي شجرة المعرفة التي تستعمل لشرح الفكرة من ناحية دينية. اما المجازة الثانية فهي استعمال ادم الاصلي لشرح الفكرة من ناحية انسانية. وهذا المنظور ثنائي الاتجاهات يجسد طبيعة التدفق الرباني الدوراني التي يصبح ظهور منظوري التجسيد الرباني والتجسيد الإنساني ممكنان. وباستعمال المجاز الإنساني، يمكن توضيح السفيروت لسهولة ربطها بالملكات النفسية للنفس الإنساني وبالتالي ربط الجنس الذكوري والجنس الانثوي في اية التكوين 1:27 التي تقول «فخلق الله الإنسان على صورته على صورة الله خلقه ذكرا وانثى خلقهم». فالسفيرة الاخيرة في التكوين هي سفيرة الوجود الرباني الانثوي (بالعبرية: شيخينة). وتدفق النور الرباني في التكوين يؤلف العوالم الاربعة: عالم الفيض (بالعبرية:  עולם אצילות آولم اتزيلرت)، وعالم الخلق (بالعبرية עולם בריאה، اولم برياه)، وعالم التشكيل (بالعبرية:  עולם יצירה، اولم يتسيراه) وعالم النشاط (أو الأعمال، بالعبرية: עולם עשיה، اولم اسيياه). والعوالم الاربعة يظهروا هيمنة السفيروت المتتابعة باتجاه الأعمال النشطة في الكون، وتجسيمهما هما التناغم المطلوب لاتمام الكون. أعمال الإنسان هي التي تجمع أو تفصل بين الصفات الانثوية أو الذكرية الربانية للسفروت. بما ان السفروت هي الاسس الروحانية للخليقة، فهي تطابق اسماء الله في اليهودية وطبيعة أي كيان.

### السفروت العشرة كآلية تكوين
بحسب الكونيات اللوريانكية، توافق كل سفروت مرحلة من مراحل الخليقة. وتداخل السفيروات في العوالم والسفيروات يجعل عدد الامكانيات لا متناهية (فهناك عشرة سفورات في كل من العوالم الاربعة، واربع عوالم في داخل كل عالم أكبر، وفي داخل كل من العوالم سفورات عشرة وهكذا لعدد لا نهائي من التداخلات بين الوالم والسيفورات). وكل هذه السفورات تشكل مستوى معين للخليقة التي تفيض من الخالق لتكوين الكون. تعتبر السفيروت هي وحي أو الهام دال على مشيئة الخالق وعليه، لا يجب اعتبارهم عشرة الهة، بل يجب النظر اليهم كعشر طرق مختلفة يعتمدها الله الواحد في اظهار ارادته عن طريق الفيض. ولهذا، ان الله لا يتغير لكن طريقة ادركه هي التي تتغير.
أسماء السفروت بالتسلسل التنارلي:

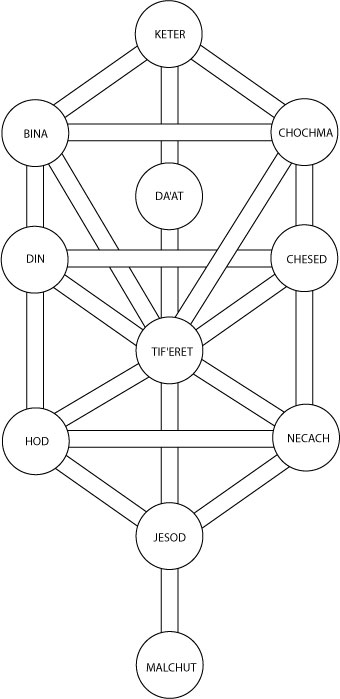
رسم يوضح السفروت بتسلسل تنازلي بشكل شجرة مؤلفة من ثلاث اعمدة جذورها في الاعلى وفروعها في الاسفل

- كتير (Keter): أي التاج السماوي وهو يمثل ارادة المافوق-وعي.
- خوشما (Chochma): اعلى امكانية فكرية.
- بيناه (Bina): ادراك الإمكانية.
- دات (Daat): عقل المعرفة.
- خسيد (Chesed): المحبة والعطف. وتسمى أيضا «كيدولا» وتعنى العظمة.
- دن (Din) : العدالة وتسمى كيفورا أي القسوة/القوة أو باشات أي الخوف).
- تفيريت (Tif'ert) أو رخميم معناهما الرحمة.
- نيتزاخ (Necah): النصر والابدية.
- هود (Hod): المجد والعظمة.
- يسود (Jesod): الاساس.
- ملخوث (Malchut): الملكوت أو المملكة الربانية.

مع ان هناك إحدى عشر اسما، الا ان القباليون يعتبروا «كتير» و«دات» هما حالتين لسفورة واحد اذ ان الأول هو حالة الوعي والثانية هي حالة اللاوعي. وهليه يك، ن العدد الكلي للسفورات هو 10.

### السفيرات العشرة كعملية اخلاقية

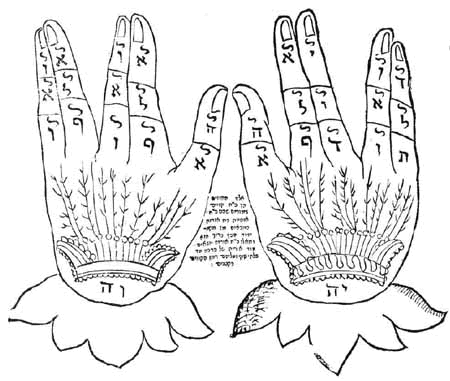
اشتهرت القبالة بين العامة في القرنين السادس عشر والسابع عشر بسبب ادب الاخلاقيات المتعلق يممارسات التأمل القبالية.

ان الخلق الإلهي عن طريق السفيروت العشرة هي عملية اخلاقية. وكل سفيروت يمثل ناحية مختلفة للفضيلة. فنجد في الخسيد فكرة الحب والعطف. والدن هي تفسير وتبرير للعدالة. وتقوم الرخميم بالتوسط بين الاثنين. وتصبح ركائز الفضيلة هذه من الموبقات في حدودها القصوى. فمثلا، عند وصول الحب-العطف إلى المرحلة القصوى يؤدي لشبق جنسي فاسد يؤدي إلى فقدان العدالة عند الفاسقين. وكذلك، عند وصول العدالة إلى اقصاها قد تؤدي للتعذيب وقتل الابرياء والقصاص الغير عادل.
ترتفع اخلاقيات الصالحين (بالعبرية: تزاديكيم) بممارستهم للأعمال الصالحة. وإذا فُقد الصالحين، تختفي بركات الله وتنتهي عندها الخليقة. فأعمالنا هي اساس (بالعبرية: يسود) هذا الكون (بالعبرية: ملكوت)، ولهذا، يجب ان يصاحب الإنسان أعماله بدوافع واعية من الرحمة. وغالبا ما تكون أعمال الرحمة مستحيلة من دون الايمان (بالعبرية: ايمانوه) بان الله يسند الرحمة حتى عندما يبدوا انه غائب. ويجب على الإنسان ان يمارس الرحمة على ذاته ليستطيع ممارسة الرحمة على الاخرين. وهذه الانانية في الاستمتاع ببركات الله من اجل مساعدة الاخرين هي جانب مهم في «التقييد» فيما يماثل الوسطية الذهبية في القبالة وهي تماثل سيفرة التيفيريت في الركيزة الوسطى من شجرة الحياة.
وكتب القرطبي كتاب حول الاخلاقيات اليهودية وعلاقتها بسيفورات القبالة العشر في كتاب سماه «تومير ديفوره» (أي بلحة ديفورا).

### عوالم روحية تنازلية
اعتقد قباليوا العصور الوسطى بأن الكائنات كلها، الحية والجامدة، تتصل بالله عبرهذه الطيوف أو السيفيروت. وهكذا، فكل مستويات الخليقة تتدرج في سلسلة كينونية تنازلية (chain of being) بحيث ان أي كائن مخلوق ادنى هو انعكاس لخاصية محددة للرب السماوي. توسع الحاسيديون في مفهوم المحايثة الالهية (أي وجودية الله في الكون) بإن الله هو كل ما هو موجود وكل شيء آخر لا يمكن فصله عن الله. ويمكن اعتبار هذا الموقف نوع من الوحدانية الكلية (بالانكليزية: monistic panentheism) بمعنى ان الكون موجود في الله، لكن وجود الله يتجاوز الموجود. وهناك شرح وافي لهذه المعضلة في نصوص الشبات.

### اصل الشر

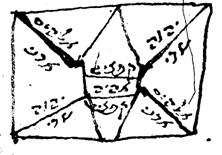
تعويذة من القرن الخامس عشر.

بالنسبة للقباليين اليهود، الشر هي من صفات الله لانهم يعتبروا ان كل شيء موجود، حتي السلبية، داخلة في جوهر «المطلق»، أي عين سوف أو الله. وان المطلق بحاجة للشر «ليكون ما هو»، أي لينوجد. اعتبر قباليوا العصور الوسطى ان الشر، واسمه «سيترا اشرا» (الجهة الأخرى)، هو الموازي الابليسي للمقدس والكيبوت (القشرة) (بالعبرية: כִּיפּוֹת) التي تغطي وتخفي المقدس. فالشر يتغذى من القدوس، وبنفس الوقت يحميه بتحديد اظهاره. سمى شوليم من اعتقدوا مباديء ثنائية القدرات الالهية بالغنوصيين اليهود.
ومن منظور راديكالي، اعتبر ان اساس الشر ينوجد عند فقدان الملائمة في سيفورة الدن (كيفورة) أي قدرة القوة والقرار وهي ضرورية لوجود الكون وحي لكونها المناكفة لسفورة الخسيد (الحب والعطف)، وبالتالي فانها تحدد العطاء اللامتناهي الذي يولد الخليقة. من ناحية أخرى، إذا ارتكب الإنسان معصية (أي استعمال حكم غير عادل في النفس) تقوم الحكمة السماوية بالتفوق على العطف وبالتالي تخلق عدم توازن بين كل السيفورات الالهية وتخرجه من الله وخليقته. ويبدوا العالم الشيطاني، الذي هو في الاساس وهم في الاصل المقدس، كمن شوائب الخلق الاسفل.

### دور الإنسان
للانسان، في القبالة، دورا رئيسي محوري اذ اتها تعتبر ان نفسه وجسده تُوافقا التعبير الإلهي السماوي. عمم هذا المبداء في القبالة المسيحية بتناغم الخليقة بداخل الإنسان. وفي القبالة اليهودية أصبح للمبداء معنى روحاني يهودي عميق. اعطى التعريف القبالي للانسان بعدا جديا ابداعي مقارنة بالمفهوم التقليدي مع انه اعاد تأكيد الممارسات التقليدية.
فصلت قبالة العصور الوسطى تعليل كل وصية من وصايا الله (بالعبرية: ميتزفا) وربطتها بدورها في خلق تجانس في عملية الدفق الإلهي السماوي وكيف ان الاتحاد بين القدرات الذكرية والانثوية. فالوجود الانثوي للربانية السماوية مسلول من الخروج إلى الواح القوس الاعلى. والوصاية الـ613 التوراتية هي مبطنة في أعضاء ونفس كل انسان.

### طبقات النفس
تطرح القبالة فكرة تقسيم النفس إلى ثلاث طبقات:
- النفيش (بالعبرية  נפש أي وهي النفس الحيوانية) وهي النفس الذنيا ولها علاقة بالغريزة والشهوات الجسدية.
- راوخ ( רוח، الروح) وهي النفس الوسطى التي تمتلك الفضائل الاخلاقية والقدرة على التمييز بين الخير والشر
- النشامة ( נשמה، النسمة) وهي النفس العليا وهي ميزة انسانية لا توجد في أي من المخلوقات ولها علاقة بالعقل والإدراك والتي تستفيد من الحياة بعد الموت. وهي ما تساعد الإنسان على ادراك بعض وجود الله.

النفيش موجودة في الإنسان وتأتي مع ولادته وهي مصدر خصائصه الجسدية والنفسية. اما الطبقتين الاخرتين فلا تأتي عند الولادة بل تنمو وتطور بحسب عادات ومعتقدات الشخص وهما يظهران بشكلهما الكاملين عند المتنورين روحيا.
اما الزوهار، فيضيف مستويين اخرين للنفس هما:
- خياه ( חיה، الحياه) وهي الجزء من النفس التي تسمح للانسان ادراك الله.
- يهيدا ( יחידה، الوحدة) وهي اعلى مسطحات النفس والتي يمكنها الاتحاد مع الله.

وهاذين المستويين لا يدخلان الجسد مثل الثلاثة الباقية ولهذا لم يعرهما الزوهار الكثير من العناية.
يضيف القباليون والحاخاميون حالات أخرى غير دائمة للروح ولا دور لها بعد الممات. وهذه المستويات هي:
- راوه هاكوديش (بالعبرية:  רוח הקודש، روح القدس) الحالة النفسية التي تفتح باب التنبؤ. ومع انتهاء عصر النبؤات، لم يعد أحد من خارج اليهودية يتلقى التنبؤ.
- ناشامة يسيرا (النفس المعززة) وهو ما يدركه اليهود في يوم الشبات (يوم الراحة، أي السبت). ولا يمكن ادراكها الا لمن يمارس طقوس السبت.
- نيشاما كودوشا (النسمة المقدسة) وهي تحل في في الإنسان عند سن البلوغ (13 سنة عند الصبيان و12 سنة عند الفتيات) وهي مرتبطة بدراسة وصايا التوراة وممارستها.

### التناسخ
دخلت فكرة التناسخ، أي هجرة النفس بعد الممات، إلى اليهودية في فترة العصور الوسطى، كفكرة تداولها النخبة.وسميت بدورة النفس (بالعبرية: غيلغول نشيمات). لا تظهر هذه الفكرة بوضوح في التوراة ولا في الادبيات الحاخامية اليهودية كما رفضها العديد من الفلاسفة اليهود. الا ان القباليون ردوا العديد من آيات التوراة إلى التناسخ. واصبحت الفكرة محورية مع اسحق لوريا عندما جعلها محورية وموازية انسانية لعملية التصحيح الكونية. واصبح التناسخ ثقافة شعبية يهودية من خلال القبالة اللورية وادبيات الحسيديم.

## الباطنية اللغوية عند اليهود
ايمان القباليون والمدراشيون بأن الله اعتمد العبرانية كلغة لخلق الكون جعلهم يوسعون دراسة التوراة إلى لغة باطنية بحيث أصبح لكل حرف وكلمة ورقم وحتى لهجة الكلمات معاني باطنية تشرح الابعاد الروحانية الموجودة في الافكار الباطنية. وبالتالي، اسست لمنهاج تأويلي لتفسير الايات. وبما ان العبرية لا تعتمد الاعداد في لغتها، استعملو الاحرف للدلالة على الارقام (حساب الجمل) وبالتالي استعملوا علوم الترقيم والجاميترا لإيجاد معاني باطنية لكلمات التوراة.

## النصوص الاساسية
بدأت القبالة، مثل كل التراث الأدبي الحاخامي، أدبًا شفهيًا يحفظه ويتناقله الخاصون. ومع مرور الزمن، دونت هذه الشفهيات في نصوص مكتوبة. في البداية، اعتبرت التفسيات الباطنية غير مفيدة بحسب ما اشار اليه الحبر بن سيرا (عاش حوالي عام 170 ق.م). بالرغم من هذا، درست الباطنية بشكل كبير ووا ادت لكتابة ادب باطني كان باكورته ادب الوحي (apocalyptic literature) في القرنين الاخيرين من عصر قبل الميلادي. ومع مرور الزمن، نشر العديد من الكتب حول الباطنية والقبالة من اشهرها: الباهير (الباهر)، سيفير رازيل هاملخ (كتاب رازئيل الملك)، والزوهار وهو الكتاب الاساسي في تفاسير القبالة.

## نقد القبالة
يعتبر المسلمون ان القبالة هو نوع من الشرك والالحاد وهي طقوس وحشية وتعاليم جهنمية شيطانية. وهي بوابة للعالم السفلي واداة للسحر المحرم في الإسلام والطريق إلى الشيطان ولها علاقة بالماسونية وتعتمد على الاساطير والجهالة القديمة. وهي تحريف للتوراة. كما انها دين ابليس الذي يستعمله لتضليل الناس.
هناك العديد من الباحثين يرون في القبالة دعوة لدين ثنائي مع ان اليهود يدعون للتوحيد اذ انها تقول بوجود قوة لالهية متضادة مع الله.
وعندما قام الباحثون والمؤرخون بالتنقيب عن اصل «كابالا» فوجئوا بان هذه التعاليم تستند إلى فلسفة وثنية كانت موجودة قبل التوراة ثم تسللت إلى الدين اليهودي.[بحاجة لمصدر]
وإلى هذا يشير الماسوني التركي "مراد اوزكن آيفر في كتابه "ما الماسونية؟" فيقول "لا أحد يدري على التحقيق كيف ومتى ولدت «كابالا» ولكن المعلوم انها مرتبطة بالدين اليهودي ويحمل صيغة ميتافيزيقية وتعاليم باطنية. ومع انه يذكر وكأنه باطنية يهودية، إلا أن معظم تعاليمه قديمة وكانت موجودة قبل ظهور التوراة".[بحاجة لمصدر] اما المؤرخ اليهودي ثيودور رينخ فيصف كابالا بانه السم السري الذي دخل إلى عروق الدين اليهودي.[بحاجة لمصدر] اما المؤرخ اليهودي الآخر شلمون رينخ فيصف كابالا بانه اسوأ انحراف للعقل الإنساني.[بحاجة لمصدر]

## روابط خارجية
- From the Depth of the Well: An Anthology of Jewish Mysticism
- من اعماق البئر: دراسة انطولوجية عن الباطنية اليهودية.
- Cabala - 1906 نظرة اكاديمية للموسوعة اليهودية.
- Don Karr's Bibliographic Surveys دراسات معاصرة حول الكبالة
- "What is Kabbalah?" - مقالة على موقع Chabad.org
- Kabbalah and Jewish Mysticism - مقالة قبالة على موقع JewFaq.org